# Aleksy Paleolog (despota)
Aleksy Paleolog (gr.) Ἀλέξιος Παλαιολόγος (zm. 1203) – bizantyński arystokrata, zięć Aleksego III Angelosa.

## Życiorys
Był synem Jerzego Paleologa, który stanął w kwietniu 1195 na czele przewrotu, który obalił Izaaka II, wynosząc na tron jego starszego brata Aleksego III. Jego ojciec ufundował pod Triaditzą (Sofią) monaster. W cerkwi tego monasteru umieszczono portrety zarówno fundatora, jak i jego syna - sebastosa Aleksego. Aleksy Paleolog poślubił Irenę Komnenę, córkę Aleksego III Angelosa. Wiosną 1199 został jako zięć cesarski jednym z trzech dowódców wyprawy przeciw zbuntowanemu Bułgarowi Iwance. W czasie oblężenia trackiego grodu Kritzimosu zginął ojciec Aleksego. W rok później w 1200 sebastos Aleksy pokierował przewrotem, w wyniku którego został proklamowany despotą i następcą tronu cesarskiego. 